# Adrian Bachmann (Unihockeyspieler)
Adrian Bachmann (* 1999) ist ein Schweizer Unihockeyspieler, welche beim Nationalliga-A-Verein Zug United unter Vertrag steht.